# Lagenorhynchus
Genre
Ils sont appelés dauphins ou lagénorhynques. Ils sont tous noir et blanc (à la manière des orques). Ce taxon est paraphylétique.

## Liste des espèces
- Lagenorhynchus acutus (Gray, 1828) -- dauphin à flancs blancs
- Lagenorhynchus albirostris (Gray, 1846) -- dauphin à nez blanc
- Lagenorhynchus australis (Peale, 1848) -- dauphin de Peale
- Lagenorhynchus cruciger (Quoy et Gaimard, 1824) -- dauphin sablier
- Lagenorhynchus obliquidens Gill, 1865 -- dauphin à flancs blancs du Pacifique ou dauphin de Gill
- Lagenorhynchus obscurus (Gray, 1828) -- dauphin obscur, dauphin sombre

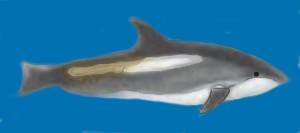
Dessin de Lagenorhynchus acutus

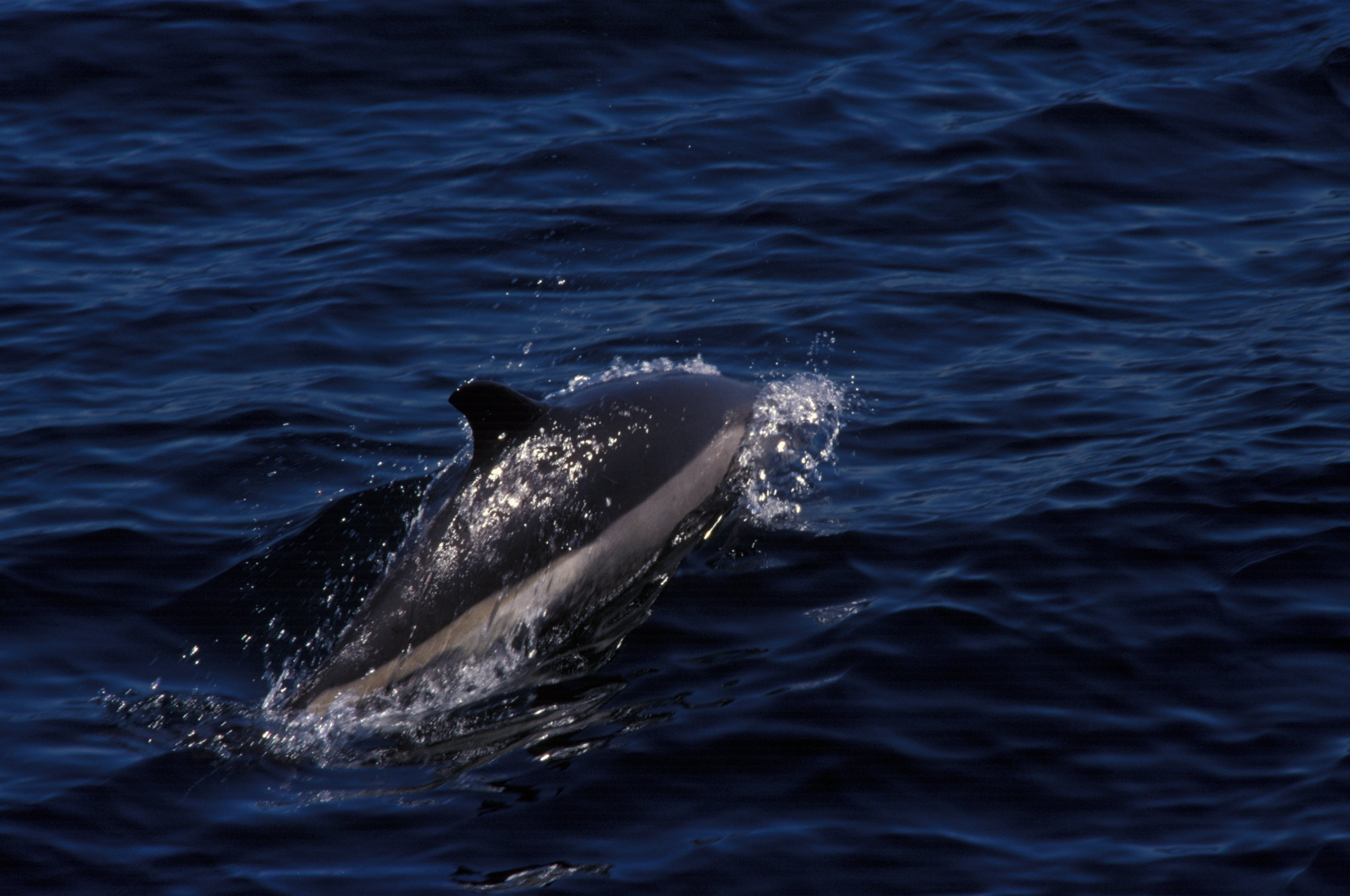
Lagenorhynchus acutus
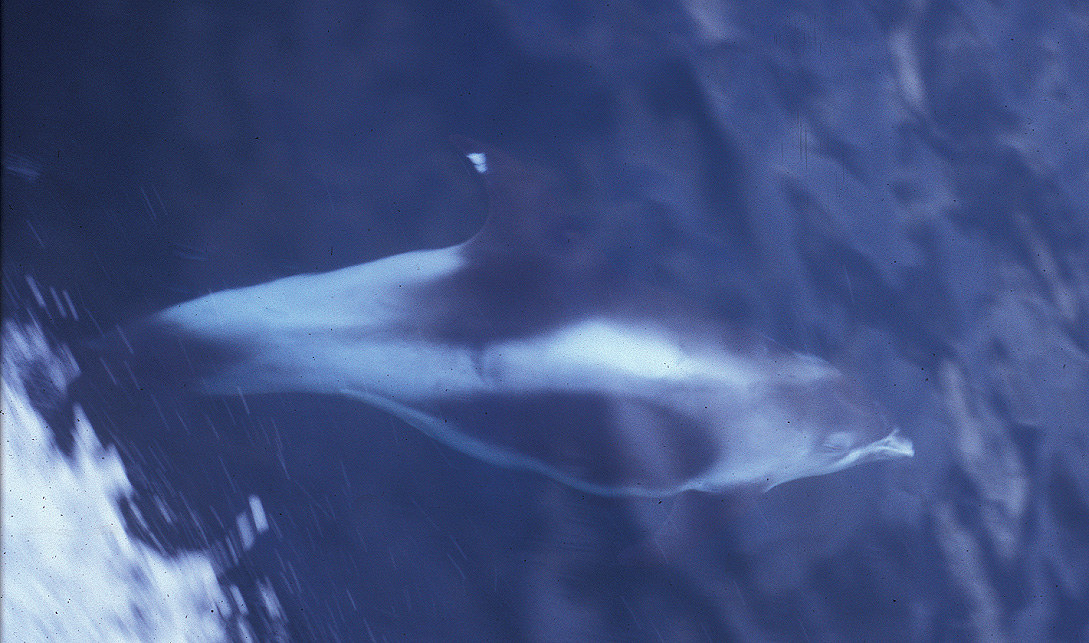
Lagenorhynchus albirostris
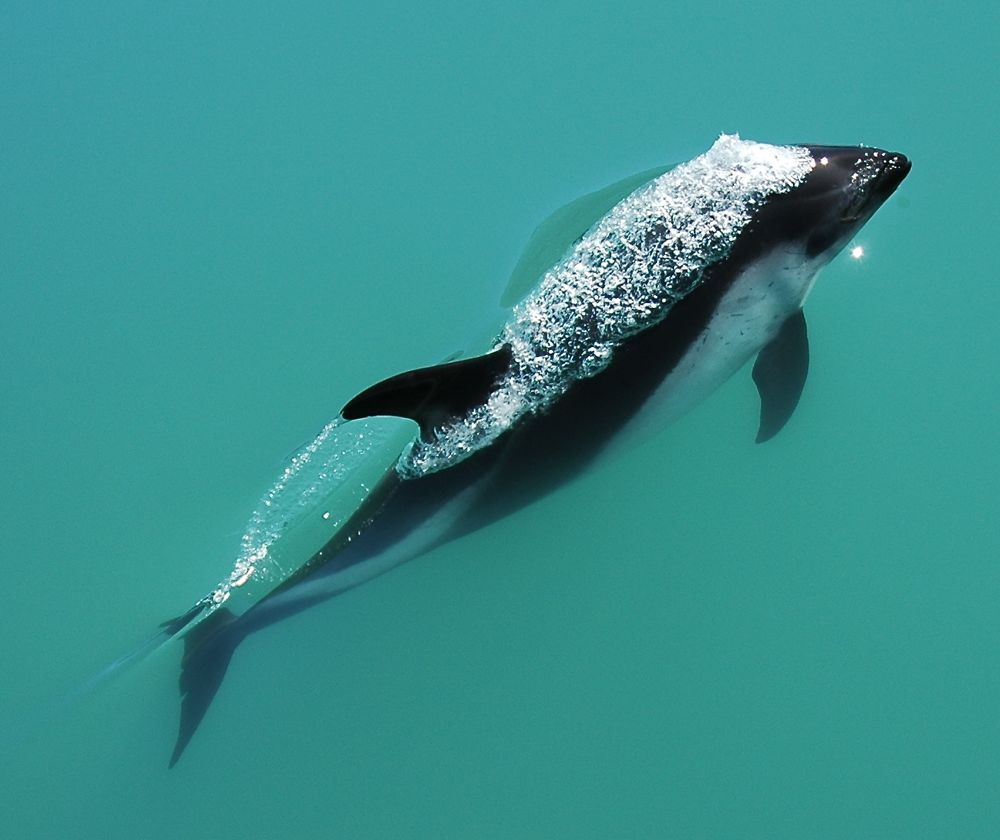
Lagenorhynchus australis
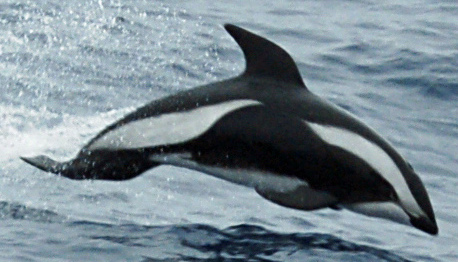
Lagenorhynchus cruciger
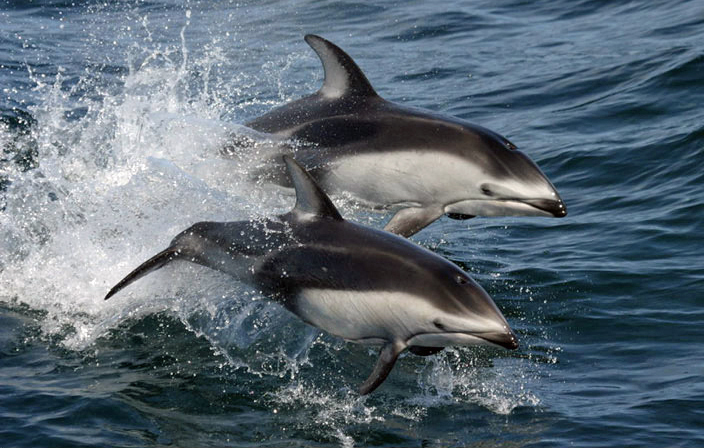
Lagenorhynchus obliquidens
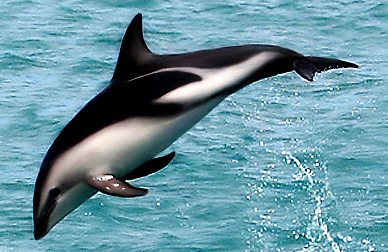
Lagenorhynchus obscurus